# سائو بوشینگ
سائو بوشینگ (چینی ساده: 曹不兴، چینی سنتی: 曹不興، پین‌یین: Cáo Bùxìng، وید جایلز: Ts'ao Pu-hsing) از نقاشان بنام چینی دودمان وو در دوران سه امپراتوری بود که در ووشینگ (ججیانگ امروزی) می‌زیست. از تاریخ تولد و مرگ او اطلاعی در دست نیست.
سائو بوشینگ را گاه سائو فوشینگ نیز نامیده‌اند. مهارت او درکشیدن نگاره‌هایی از اژدها، ببر و شخصیت‌های انسانی بود.